# Чернятинское княжество
Чернятинское княжество — русское удельное княжество.
Столица — город Чернятин. Его местонахождение точно не известно, возможно, это деревня Чернятино в Московской области, Клинский район. Выделилось из Клинского княжества после смерти Дмитрия Еремеевича около 1406 или 1407 года. Управлял княжеством его сын, Иван Дмитриевич. Семён Иванович, сын Ивана Дмитриевича, был последним правителем, после чего княжество присоединили к Москве.

## Князья Чернятинские
Поколенная роспись дана по М.Г. Спиридову.
| №                                                 | Имя, Отчество             | № отца | Примечания |
| ------------------------------------------------- | ------------------------- | ------ | --- |
| 1                                                 | Семён Иванович            |        | Родоначальник княжеского рода. |
| 2                                                 | Иван Семёнович            | 1      | |
| 3                                                 | Андрей Семёнович          | 1      | Выехал в Москву до 1489 года. В 1489 и 1494 годах второй воевода Большого полка с походе на Вятку с Д.В. Щени. |
| 4                                                 | Александр Семёнович       | 1      | Упоминается в московских родословцах. |
| 5                                                 | Василий Андреевич         | 3      | В период 1492-1500 годов отъехал на Москву, где писался Чернятинским. В 1520-1521 годах воевода в Серпухове во время набега Мухаммед-Гирея. В 1531 году первый береговой воевода на Оке и устье Осётра. Служил родному брату великого князя Василия III — князь Андрею Ивановичу и был у него в боярах.                                                                           |
| 6                                                 | Андрей Александрович      | 4      | |
| 7                                                 | Иван Александрович        | 4      | |
| 8                                                 | Иван Васильевич Большой   | 5      | Имел прозвание Шах. В 1537 году служил в чине стольника князю Андрею Старицкому. В этом же году упоминается в советниках князя преследовавших "лихих людей". Тысячник 3-й статьи из Старицы. В дворовой тетради 1550-х годов упомянут из Торжка. Упоминается в "Повести о поймании князя Андрея Ивановича Старицкого". В 1544 году пожаловал Троице-Сергиеву монастырю 50 рублей. |
| 9                                                 | Василий Васильевич Ушатый | 5      | В 1551-1554 годах упоминается в Дозорной книге Тверского уезда. Умер в 1554 году. |
| 10                                                | Никита Васильевич         | 5      | Тысячник 3-й статьи из Старицы князя Андрея Ивановича. В октябре 1551 года записан во вторую статью московских детей боярских. В Дворовой тетради записан из Торжка с пометой "умре". В 1546/47 годах послух в духовной грамоте. |
| 11                                                | Иван Васильевич Меньшой   | 5      | Имел прозвище Кислой. В октябре 1551 года записан во вторую статью московских детей боярских. |
| 12                                                | Дмитрий Васильевич        | 9      | В марте 1545 года пришел по царскому указанию в Москву, откуда направлен в Казанский поход по Оке. Служил двоюродному брату царя Ивана Грозного — князю Владимиру Андреевичу. В 1567 году сын боярский. |
|                                                   | №№ Васильевна             | 9      | Была замужем за князем Хованским, а через них была родственницей самого Владимира Старицкого. |
| Более представителей княжеского рода — неизвестны |                           |        | |